# Aortadissektion
 Denne artikel bør gennemlæses af en person med fagkendskab for at sikre den faglige korrekthed.

Aortadissektion er en tilstand hvor der opstår en rift på indersiden af legemspulsåren hvorved blodet kan blive presset ud i blodkarrets væg. Der kan da opstår en ansamling af blod, som kan brede sig i ascenderende - eller descenderende retning. Derved kan sidegrene (kar) fra aorta, f.eks. til hjertets kranspulsårer eller til armen, blive afklemt.